# Limbile Republicii Moldova

Limbile Republicii Moldova sunt cele vorbite de cetățenii localnici ai acestui Stat:
- limba majorității băștinașe, denumită și „naționalitatea titulară”, este limba română care este limba de stat a Republicii Moldova.[1] În Republica Moldova, limba română mai este denumită și limba moldovenească. Ambele denumiri apar oficial în următoarele documente:
  - „limba română” conform declarației de independență a Republicii Moldova adoptată în 1991[2] și conform hotărârii nr. 36 a Curții Constituționale a Republicii Moldova din 5 decembrie 2013[3];
  - „limba moldovenească” conform Legii cu privire la funcționarea limbilor vorbite pe teritoriul R.S.S. Moldovenești nr. 3465-XI din 1 septembrie 1989 și conform articolului nr. 13 din Constituția Republicii Moldova[4];
- limbile minorităților conlocuitoare, respectiv rusa, ucraineana, găgăuza, bulgara și în proporții mai mici bielorusa sau poloneza, au fiecare un nume unic, același în Republica Moldova și în celelalte țări în care sunt vorbite sau oficiale.

Limba română/moldovenească este scrisă cu alfabetul latin în dreapta Nistrului și cu alfabetul chirilic în Republica Moldovenească Nistreană. În ciuda faptului că atât în Republica Moldova cât și în România se aplică aproape identic aceleași norme ale limbii române standard, există o minoritate de lingviști care, într-o dezbatere mai curând politică și polemică decât științifică, afirmă că moldoveneasca și româna sunt două limbi diferite, unii după pricazul sovietic din 12 octombrie 1924 conform căruia „moldoveneasca” este o limbă vorbită exclusiv la răsărit de Prut și numai în teritoriile care au aparținut Imperiului Rus și Uniunii Sovietice, alții folosind glotonimul „limbă moldovenească” și adverbul „moldovenește” pentru a desemna graiul moldovenesc, bazându-se pe faptul că graiurile populare (pe care le socotesc limbi diferite) au precedat limba română literară (pe care o socotesc artificială).
Conform legii nr. 3465-XI din 1 septembrie 1989 și articolului nr. 13 din Constituția Republicii Moldova, cetățenii Republicii au de ales, la recensăminte, între a se declara vorbitori fie ai „limbii moldovenești”, fie ai „limbii române”, care apar astfel în statistici ca două limbi diferite: cei care se declară vorbitori ai limbii române sunt socotiți „minoritate conlocuitoare” (инородцы) în propria lor țară, determinând majoritatea să se declare vorbitori ai limbii moldovenești, deci membri ai „naționalității titulare” (держатель национальность). Cu toate acestea, în mediul urban, numărul celor care au declarat limba „română” ca limbă vorbită de obicei, a crescut relativ în 2014 față de recensămîntul din 2004, intrînd într-un raport de 2:3 față de cei care au declarat limba „moldovenească” ca limbă vorbită de obicei. Astfel, potrivit recensământului din 2014, dintre cei 75,17% cetățeni ai țării care s-au declarat vorbitori nativi ai „limbii moldovenești/române”, 58,77% au ales „moldoveneasca” (mai ales în mediul rural), iar 16,40% „româna” (mai ales în mediul urban). Materia școlară „Limba și literatura română” este predată în școlile moldovenești din 1991.
Dintre acești vorbitori nativi ai „limbii moldovenești/române”, 76,3% o folosesc zilnic, ca primă limbă de comunicare. Moldoveneasca/Româna mai este vorbită de 5,3% dintre cetățenii moldoveni care au ca limbă maternă rusa, 6,9% dintre cei care au ca limbă maternă ucraineana, 1,1% dintre cei care au declarat găgăuza drept limbă maternă, 5,9% dintre cei a căror limbă maternă este bulgara.
Limba rusă este de asemenea vorbită în țară atât ca limbă exclusivă (14,1% din cetățenii moldoveni), cât și secundară (16%). Ca fostă limbă de stat în perioada sovietică, limba rusă este înțeleasă de o parte a populației țării. Este limbă oficială în regiunile autonome Găgăuzia și Transnistria. Ca mijloc de comunicare cotidiană o folosesc 92,8% dintre cei care au rusa drept limbă maternă, urmați de 33,3% din vorbitorii găgăuzei ca limbă maternă, 32,6% din bulgarofoni, 30,9% din cei care au ucraineana ca limbă maternă, 4,8% din cei care au drept limbă maternă pe cea a băștinașilor.
Limbile ucraineană (vorbită de 61% din cei care ucraineana ca limbă maternă) și găgăuză (vorbită de 63,8% din cei care o au ca limbă maternă) sunt recunoscute ca limbi minoritare, cu statut oficial în zonele din Republica Moldova cu concentrație crescută a populațiilor vorbitoare ale acestor limbi. Fiecare este vorbită de 2,6% dintre cetățenii țării.
Limbile engleză și franceză sunt cele mai populare limbi străine predate în cele mai multe școli din Republica Moldova.

## Recensământul din 2004[12]
Structura lingvistică a Republicii Moldova, conform recensămîntului din 2004.
     limba localnică declarată „moldovenească” (58,77%)
     limba localnică declarată „română” (16,4%)
     limba rusă (15,99%)
     limba ucraineană (3,85%)
     limba găgăuză (3,1%)
     limba bulgară (1,14%)
     altă limbă/limbă nedeclarată (0,75%)
Recensământul Republicii Moldova din 2004, le-a permis cetățenilor vorbitori ai limbii de stat, să o declare ca limbă maternă și ca limbă vorbită în mod obișnuit, fie sub denumirea de „moldovenească” potrivit legii nr. 3465-XI din 1 septembrie 1989 și articolului 13 din Contituție, fie sub denumirea de „română” potrivit declarației de independență a Republicii din 1991 și deciziei nr. 36 a Curții Constituționale din decembrie 2013: 60 % dintre cei 3 383 332 de locuitori ai Republicii Moldova (fără regiunea nistreană) au declarat-o ca „limbă moldovenească”, iar 16,5 % ca „limbă română”.

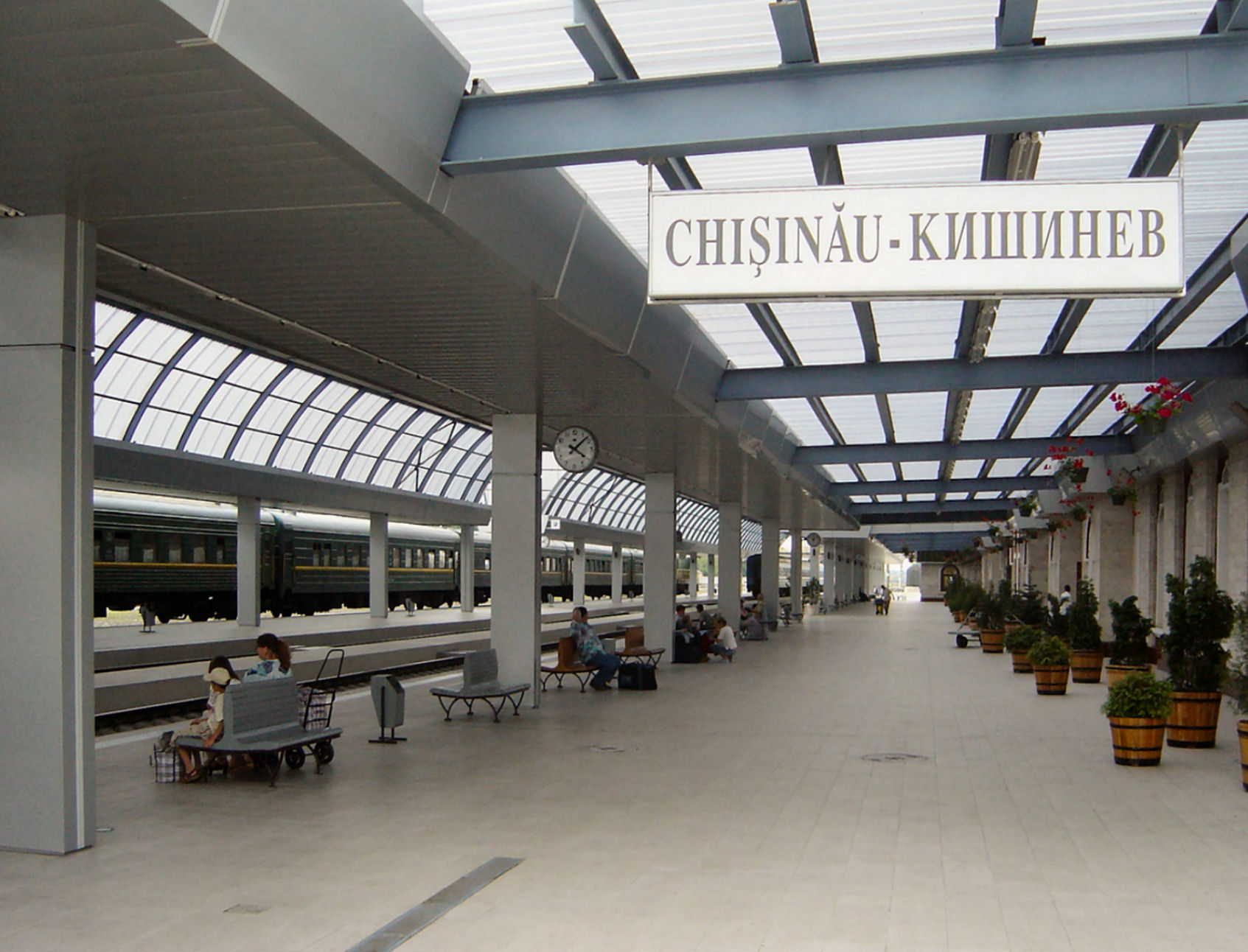
Tăbliță bilingvă în Gara Chișinău.

Majoritatea rușilor, ucrainenilor, găgăuzilor și bulgarilor au indicat ca limbă maternă una singură, respectiv limbile rusă, ucraineană, găgăuză și bulgară : pentru aceștia nu există denumiri oficiale politice diferite, pentru limbile pe care le vorbesc. Însă limba rusă fiind de facto limba de comunicare interetnică, fiecare al doilea ucrainean, fiecare al treilea bulgar și fiecare al patrulea găgăuz au declarat că vorbesc de obicei limba rusă. Printre Moldoveni, 5 % din  au declarat că vorbesc de obicei limba rusă.
Dacă circa 380 000 de cetățeni ai Republicii Moldova declară limba rusă ca limbă maternă, peste 500 000 persoane declară rusa ca limba pe care o folosesc de obicei, indiferent că se declară moldoveni, ucrainieni, găgăuzi, români sau bulgari. În comparație cu recensământul din 1989, uzul zilnic al limbii ruse a scăzut relativ din cauza sistării politicii de rusificare intensă care exista în perioada sovietică. În practică, majoritatea inscripțiilor din Republica Moldova, atât publice (în instituții) cât și private (de exemplu în comerț) sunt bilingve.
| Naționalitate/Prima limbă       | moldovenească    | română        | rusă           | ucraineană    | găgăuză      | bulgară      | altă limbă   | nedeclarată  | Total          |
| ------------------------------- | ---------------- | ------------- | -------------- | ------------- | ------------ | ------------ | ------------ | ------------ | -------------- |
|                                 |                  |               |                |               |              |              |              |              |                |
| Băștinași declarați „Moldoveni” | 1.949.318        | 475.126       | 128.372        | 9.170         | 799          | 1.113        | 951          | –            | 2.564.849      |
| Ruși                            | 8.852            | 2.805         | 187.526        | 1.224         | 329          | 344          | 138          | –            | 201.218        |
| Ucraineni                       | 17.491           | 4.158         | 141.206        | 118.699       | 427          | 294          | 131          | –            | 282.406        |
| Găgăuzi                         | 2.756            | 609           | 40.445         | 413           | 102.395      | 821          | 61           | –            | 147.500        |
| Băștinași declarați „Români”    | 1.597            | 69.936        | 1.537          | 81            | 5            | 4            | 116          | –            | 73.276         |
| (Totalul băștinașilor)          | –                | –             | –              | –             | –            | –            | –            | -            | (2.638.125)    |
| Bulgari                         | 4.652            | 1.046         | 23.259         | 188           | 673          | 35.808       | 36           | –            | 65.662         |
| Celelalete naționalități        | 3.828            | 1.133         | 18.610         | 339           | 262          | 181          | 9,856        | 192          | 34.401         |
| Nedeclarată                     | 46               | 1             | 35             | –             | –            | –            | 29           | 13.909       | 14.020         |
|                                 |                  |               |                |               |              |              |              |              |                |
| Total după prima limbă vorbită  | 1.988.540 58,77% | 554.814 16,4% | 540.990 15,99% | 130.114 3,85% | 104.890 3,1% | 38.565 1,14% | 11.318 0,34% | 14.101 0,41% | 3.383.332 100% |

## Recensământul din 2014[14]
La recensământul din 2014, 53% din cei chestionați au declarat că limba pe care o folosesc de obicei este moldoveneasca, procent mai mic decât cel de la recensământul din 2004, când 58,8% au declarat acest lucru. De asemenea, comparativ cu recensmământul anterior, a crescut procentul celor care au declarat că vorbesc de obicei limba română, de la 16,4% la 23%. Se observă că procentul vorbitorilor de limbii ruse este mult mai mare în mediul urban decât în cel rural: 29,6% versus 6,1%. De asemenea, limba romani a fost inclusă printre varintele de răspuns ale chestionarului, spre deosebire de recensământul din 2004. 
Structura lingvistică a Republicii Moldova, conform recensământului din 2014.
     limba localnică declarată „moldovenească” (53%)
     limba localnică declarată „română” (23,3%)
     limba rusă (14,1%)
     limba ucraineană (2,6%)
     limba găgăuză (2,6%)
     limba bulgară (0,9%)
     limba rromani (0,2%)
     altă limbă/limbă nedeclarată (3,2%)
| Limba maternă/Limba vorbită de obicei     | moldovenească   | română        | rusă          | ucraineană  | găgăuză     | bulgară     | altă limbă  | nedeclarată | Total          |
| ----------------------------------------- | --------------- | ------------- | ------------- | ----------- | ----------- | ----------- | ----------- | ----------- | -------------- |
|                                           |                 |               |               |             |             |             |             |             |                |
| Limba localnică declarată „moldovenească” | 94,3%           | 1,7%          | 3,5%          | 0,3%        | 0,0%        | 0,0%        | 0,2%        | 0,0%        | 100%           |
| Limba rusă                                | 3,8%            | 1,5%          | 92,8%         | 1,3%        | 0,1%        | 0,1%        | 0,3%        | 0,0%        | 100%           |
| Limba ucraineană                          | 5,8%            | 1,1%          | 30,9%         | 61%         | 0,0%        | 0,1%        | 0,1%        | 1,0%        | 100%           |
| Limba găgăuză                             | 0,9%            | 0,2%          | 33,3%         | 0,0%        | 63,8%       | 0,4%        | 0,1%        | 1,2%        | 100%           |
| Limba localnică declarată „română”        | 1,4%            | 97,0%         | 1,3%          | 0,0%        | 0,0%        | 0,0%        | 0,3%        | 0,0%        | 100%           |
| Limba bulgară                             | 4,9%            | 1,0%          | 32,6%         | 0,1%        | 0,6%        | 59,8%       | 0,1%        | 0,9%        | 100%           |
| limba rromani                             | 7,4%            | 7,9%          | 9,3%          | 0,5%        | 0,7%        | 0,3%        | 0,1%        | 0,0%        | 100%           |
| Alte limbi                                | 10,0%           | 7,4%          | 45,2%         | 0,6%        | 0,9%        | 0,2%        | 33,9%       | 1,8%        | 100%           |
| Limbă nedeclarată                         | 0,0%            | 0,0%          | 0,0%          | 0,0%        | 0,0%        | 0,0%        | 0,0%        | 0,0%        | 100%           |
|                                           |                 |               |               |             |             |             |             |             |                |
| Total după prima limbă vorbită            | 1.486.570 53,0% | 652.394 23,3% | 394.133 14,1% | 73.802 2,6% | 74.167 2,6% | 26.577 0,9% | 12.734 0,4% | 84.424 3,0% | 2.804.801 100% |